# Bkerké
Bkerké (ortografie alternative: Bkerke o Bkerkeh, in arabo: بكركي, Bkirki ) è una piccola città del Libano situata a circa 650 m di altitudine sopra la baia di Jounieh.
Dal 1830 è sede del Patriarcato di Antiochia dei Maroniti, fino a quel momento residenti nel monastero di Qannubin nella valle di Qadisha.